# Ontogenese

Die Anfangsstadien der menschlichen Embryogenese.

Unter Ontogenese oder Ontogenie (altgriechisch ὀντογένεση ontogenese; Kompositum aus altgriechisch ὄν on, deutsch ‚das Seiende‘ und altgriechisch γένεσις génesis, deutsch ‚Geburt‘, ‚Entstehung‘) wird die Entwicklung eines Einzelwesens bzw. eines einzelnen Organismus verstanden, in Abgrenzung zur Stammesentwicklung (Phylogenese). Der zeitliche Verlauf der Individualentwicklung wird auch Entwicklungsgeschichte genannt. Diese beschreibt die einzelnen Stadien der Entwicklung, beginnend mit der Keimesentwicklung bis zum voll entwickelten Lebewesen im adulten Stadium, und schließt auch die Stadien der altersbedingten Rückbildung mit ein. Die beiden Begriffe gehen auf Ernst Haeckel (1866) zurück, der sich bereits einige Jahre vor dem Erscheinen seines Buches mit der Lehre Charles Darwins befasst hatte und diese mit in sein Werk aufnahm.

## Mehrzeller und Einzeller
Die Individualentwicklung beginnt bei den Metazoa, zu denen auch der Mensch gehört, mit der befruchteten Eizelle und endet mit dem Tod. Eine besondere Fragestellung ergibt sich für die Entwicklung anderer Lebewesen, insbesondere der Einzeller, vgl. dazu die Systematik der Biologie. Die frühere Einteilung in Metazoa und Protozoa ist heute überholt, sie wurde durch neue Einteilungen abgelöst (→Reiche). Einzeller können sich in der Regel unendlich fortpflanzen. Da die Mutterzelle bei der Zellteilung in den Tochterzellen aufgeht, bleibt kein sterblicher Elternorganismus übrig. Darum besteht bei Einzellern eine potenzielle Unsterblichkeit. Bei Organismen, die sich an der Schwelle von der Ein- zur Mehrzelligkeit befinden (siehe Volvox), endet der individuelle Lebenszyklus mit dem Tod. Ernst Haeckel sprach nicht von Mehrzellern, sondern von der Entwicklungsgeschichte organischer Individuen (1906, S. 165). Ontogenese bedeutet daher in der von Haeckel naturwissenschaftlich verstandenen Auffassung nicht etwa die Entstehung des Lebens überhaupt, wie die Wortbedeutung etwa vermuten lassen könnte. Der Begriff bezieht sich vielmehr auf bereits vorhandenes Leben (Einzeller als mindestes Stadium der Entwicklung). Die ersten wissenschaftlich-ontogenetischen Experimente wurden daher 1888 von Wilhelm Roux an Froscheiern im zweizelligen Furchungsstadium durchgeführt.

## Philosophie
Von Ernst Haeckel (1834–1919) wird auch die Philosophie auf das Prinzip der Entwicklung gegründet. Haeckel fasste seine Lehre als Monismus zusammen. Es gibt für ihn keine a priorischen Erkenntnisse, sondern nur durch Erfahrung früherer Generationen konstitutionell gewordene Fähigkeiten. Der Monismus sollte jedoch insbesondere auch zum besseren Verständnis der Ontogenese beitragen. In den dargestellten Entwicklungsprozessen, die Haeckel auf vergleichendem und „genetischem“ Wege gewann, erkannte er ein allgemeines Lebensprinzip. Haeckel verstand „genetisch“ nicht im Sinne der Mendelschen Regeln, obwohl Gregor Mendel als „Vater der Genetik“ seine Ergebnisse im gleichen Jahr (1866) veröffentlichte wie auch Haeckel seine „Generelle Morphologie“. Haeckel verstand unter „genetisch“ vielmehr die aus der vergleichenden Zusammenstellung vieler einzelner Erfahrungen induktiv „ableitbaren“ allgemeinen Gesetze und Erkenntnisse, daher sein Buchtitel Generelle Morphologie. Diese Erkenntnisse gewann er aufgrund biologisch verwandten und somit ähnlichen Beobachtungsmaterials. Mit August Schleicher diskutierte er Analogien in der Linguistik, die dieser in seinen sprachvergleichenden Untersuchungen festgestellt hatte. Haeckel war überzeugt, dass seine „Gesetze“ nicht nur auf Pflanzen und Tiere, sondern insbesondere auch auf den Menschen und das menschliche Seelenleben übertragen bzw. generalisiert werden konnten (1909, S. 27–29). Diese Sicht wurde beispielsweise von Konrad Lorenz (1903–1989) aufgegriffen (siehe unter Posthume Rezeption).
Wird Entwicklung mit Schöpfung gleichgesetzt, so ergibt sich damit der Gedanke der Epigenese. Mit der Dissertation Theoria generationis führte der Physiologe Caspar Friedrich Wolff die Epigenese zum Sieg über die Evolution in Bezug auf das Wachstum durch Vermehrung von Bläschen oder Kügelchen.

## Psychologie

### Gestaltpsychologie
Entsprechend dem umfassenden Geltungsanspruch der Haeckelschen Lehre (Materialistischer Monismus) hat sich u. a. die Gestaltpsychologie mit dem Prinzip der Entwicklung befasst. Dabei nahm man an, dass es durch Differenzierung zu einer Spezialisierung durch Ausgliederung von eher diffusen Teilfunktionen kommt und durch Zentralisierung zu einer Neuordnung und Vereinheitlichung von gestaltgebender Organisation durch Aufbau und Abbau. Anstelle eines Monismus hat die Gestaltpsychologie den vereinheitlichenden Begriff des Feldes vertreten.

### Psychoanalyse
Die von Sigmund Freud (1856–1939) begründete Psychoanalyse ist verständlicherweise schon aus zeitgeschichtlichen Gründen dem Gedanken der Entwicklung aufgeschlossen. Seit 1874 war Freud mit naturwissenschaftlichen Arbeiten beschäftigt. Nach einer ersten zoologischen Arbeit bei Carl Claus im Jahr 1876 promovierte Freud unter der Leitung von Ernst Wilhelm Brücke am Physiologischen Institut in Wien mit einer neurophysiologischen Arbeit. Über seine Ausbildung und seine Beziehung zum Beruf des Arztes schreibt Freud:

„Eher bewegte mich eine Art von Wißbegierde, die sich aber mehr auf menschliche Verhältnisse als auf natürliche Objekte bezog und auch den Wert der Beobachtung als eines Hauptmittels zu ihrer Befriedigung nicht erkannt hatte […]. Die damals aktuelle Lehre Darwins zog mich mächtig an, weil sie eine außerordentliche Förderung des Weltverständnisses versprach […].“

Freud hat selbst für die individuelle Entwicklung jedes Menschen als Einzelwesen vier charakteristische Phasen herausgearbeitet. Sie sind Bestandteil seiner Lehre von der infantilen Sexualität.
Granville Stanley Hall (1846–1924) war einer der ersten Psychologen, welche die Psychoanalyse als wissenschaftliches Forschungsprogramm anerkannten. Das psychogenetische Grundgesetz wurde 1904 von ihm beschrieben. Er bezog sich dabei auf das biogenetische Grundgesetz von Ernst Haeckel. Während sich Haeckel auf die biologische Stammesgeschichte bezieht, beruft sich Hall auf die Völkerkunde (Ethnologie). Hall war Schüler von Wilhelm Wundt (1832–1920), der bereits Werke über die Völkerpsychologie verfasst hatte.

### Analytische Psychologie
Carl Gustav Jung (1875–1961) verwendete den Begriff „ontogenetisch“, um damit die Kollektivpsyche zu verdeutlichen. Er sah das Unbewusste nicht nur als Produkt der Verdrängungsmechanismen an, sondern auch als schöpferische Instanz. Nimmt man an, dass die Entwicklung der Gehirne in der Menschheit einen gewissen durchschnittlichen Grad an Differenzierung erreicht hat, so kann dies nicht nur als Resultat der Ontogenese betrachtet werden, sondern muss auch als Ergebnis der Phylogenese angesehen werden. Es handelt sich um Entwicklungsstufen, die der Menschheit kollektiv gemeinsam sind. Bereits die äußere Ähnlichkeit der Gehirne als Organe lässt diese Annahme vermuten. Die Kollektivpsyche stellt somit den festen, sozusagen automatisch ablaufenden, ererbten und überpersönlichen Anteil der individuellen Seele dar. Es handelt sich um das, was Pierre Janet (1859–1947) als die „unteren Anteile“ (parties inférieures) der psychischen Funktionen dargestellt hat. Die oberen Anteile der seelischen Funktionen (parties supérieures) werden durch das Bewusstsein und das persönliche Unbewusste wahrgenommen.
Jung war allerdings auch bemüht, die methodischen Unterschiede zwischen verschiedenen Richtungen der Psychotherapie und zugleich ihre Gemeinsamkeiten zu erfassen. Insbesondere während der Zeit des Dritten Reichs und der politischen Ausgrenzung der Psychoanalyse fühlte er sich dazu veranlasst. Es kam ihm dabei entgegen, dass er seit 1934 als Vorstandsmitglied der schweizerischen Gruppe der Internationalen Allgemeinen Ärztlichen Gesellschaft für Psychotherapie tätig war. In seiner Begrüßungsansprache zum 10. Internationalen Ärztlichen Kongress für Psychotherapie in Oxford im Jahre 1938 gab Jung bekannt, dass das schweizerische Komitee des Verbandes versuchte, alle jene Punkte aufzustellen, in denen alle Psychotherapeuten übereinstimmen, die nach den Richtlinien der psychologischen Analyse arbeiten. Unter diesen Punkten waren gemäß Zentralblatt des Verbands 1933 genannt: 1. ärztliches Vorgehen, 2. Psychogenese, 3. Diagnose, 4. Exploration, 5. Material (sprachliche und nichtsprachliche Ausdrucksformen), 6. Ätiologie, 7. das Unbewusste, 8. Fixierung, 9. Bewusstmachen, 10. Analyse und Deutung, 11. Übertragung, 12. die ontogenetische Reduktion, 13. die phylogenetische Reduktion, 14. Therapie.
Die ontogenetische Reduktion als Rückführung von Befinden auf zeitlich zurückliegende Ereignisse der Lebensgeschichte ist damit als wichtige Methode der Psychotherapie herausgestellt. Zu den methodischen Unterschieden sei auf den von Jung beschriebenen Reduktionismus der Psychoanalyse verwiesen, der durch synthetische Betrachtungsweisen Jungs ergänzt wurde (vgl. a. → Deutung auf der Objektstufe).

## Entwicklungsbiologie
In der Entwicklungsbiologie und Medizin wird unter Ontogenese die Entwicklung des einzelnen Lebewesens von der befruchteten Eizelle zum erwachsenen Lebewesen (nach Ernst Haeckel 1866) verstanden. Diese Definition in engerem Sinne ist in einer weiter gefassten Annahme Ernst Hackels, der biogenetischen Grundregel, enthalten. Diese besagt, dass die „Ontogenese eine Rekapitulation der Phylogenese“ darstelle. Dies bedeutet, dass bei der Entwicklung des Einzelwesens Stadien durchlaufen werden, die mit entsprechenden Entwicklungsstufen seiner Stammesentwicklung übereinstimmen. So nimmt die Entwicklung eines Menschen (die Menschwerdung) z. B. ihren Ausgang von der befruchteten Eizelle (Zygote). In dieser Betrachtungsweise sind die Eizelle, das Spermium und die Zygote einzellige Lebewesen, die stammesgeschichtlichen Entwicklungsstufen von Einzellern entsprechen. In der aufsteigenden Entwicklungsreihe bestehen bei der Individualentwicklung viele Gemeinsamkeiten mit der Höherentwicklung der Tierstämme bis hin zu den Vertebraten, Säugetieren, Primaten. Diese Entwicklungsreihe wird demnach von jedem Einzelwesen durchlaufen. In ihrer allgemeinen Form umfasst die Theorie Haeckels auch die ethnologische Entwicklung, wie sie sich beispielsweise in evolutionistischen Geschichtsauffassungen zur Zeit der Kolonialisierung im England des frühen 19. Jahrhunderts äußerte. Heute gilt diese Theorie nur noch bedingt. Verallgemeinert kann man unter Ontogenese in der Entwicklungsbiologie die Geschichte des strukturellen Wandels einer biologischen Einheit verstehen, so (z. B. die Organogenese).

### Somatogenese
Beim Embryo differenzieren sich totipotente Zellen zu verschiedenen spezialisierten Zelltypen. Diese bilden jeweils Gewebe für bestimmte Organanlagen, aus denen die Organe entstehen.

### Biogenese
Die biologische Ontogenese eines vielzelligen Organismus lässt sich in die Phasen Zeugung → Blastogenese → Embryogenese → Fetogenese → Geburt → Säuglingsphase → Kleinkindphase → Juvenilstadium → Pubeszenz → Adoleszenz → Klimakterium → Seneszenz → Tod einteilen.
- Bei Pflanzen nach Hans Mohr: Embryonale Phase → Vegetative Phase → generative Phase → Seneszenz.
- Bei Getreide nach Gerhard Geisler: Keimung → Sämlingswachstum → Bestockung → Streckungswachstum der Stängel → Wachstum des Blütenstandes → Blütenstand tritt hervor → Anthesis → Milchstadium der Reife → Teigreife → Reifephase → Ruhephase.

## Rezeption

### Zu Lebzeiten Haeckels
Bereits zu Lebzeiten Haeckels war die Rezeption seines Werks nach anfänglichem Verschweigen seiner Thesen (1906, Vorwort S. III) lange Zeit umkämpft. Haeckel selbst führte dies zum Teil auf seine eigenen, überwiegend spekulativen Betrachtungen zurück. Er entschied sich daher zu verschiedenen eher populärwissenschaftlich gefassten Ausgaben seiner Lehren, so seine Natürliche Schöpfungsgeschichte (1868). Diese erreichte bis 1902 insgesamt 10 Auflagen. Haeckel wandte sich gegen die nach seiner Auffassung vielfach unreflektierte Anwendung seiner Forschungsergebnisse, da ihm das synthetische Verhältnis zwischen Naturwissenschaft und Philosophie wichtig war und ihm eine einseitig deskriptive Einstellung des Wissenschaftlers eher bedenklich erschien. Dabei berief er sich auch auf Johannes Müller (1906, S. 11). Haeckel empfand seine Grundsätze seitens Karl Ernst von Baer (1792–1876) und Matthias Jacob Schleiden (1804–1881) getreu rezipiert. Offenbar konnte er sich aber auch auf ihre vorausgehenden Arbeiten beziehen, so z. B. auf Schleiden zu Fragen der Methodik (1906, S. 30). Heute ist der von Haeckel verwendete Begriff der Entwicklung von der Entwicklungsbiologie neu definiert.

### Posthume Rezeption
Konrad Lorenz (1903–1989) hat die von Haeckel geforderte Untersuchung einer vergleichenden Psychologie anhand von Tierreihen in Angriff genommen, siehe Kap. Philosophie. Der Begriff Ontologie wird dabei allerdings in seinem hier zitierten Werk ohne ausdrücklichen Bezug auf das Werk Haeckels verwendet. Lorenz unterschied in Anlehnung an Heinrich Ernst Ziegler (1858–1925) das angeborene Triebverhalten der Tiere von erworbenen Verhaltensweisen wie Dressurleistungen und verstandesmäßigen Handlungen. Diese Bestimmungen eines späteren Verhaltens von Tieren durch äußere Beeinflussung (hauptsächlich seitens der Artgenossen zu einem ganz bestimmten Zeitpunkt der Ontogenese) bringen nach Lorenz die Entwicklungsvorgänge des triebbedingten Verhaltens in eine Analogie aus der körperlichen Entwicklungslehre. Diese Analogie ist in der Genetik als Induktion bekannt. Lorenz bezieht sich dabei auf Hans Spemann (1869–1941). Spemann ist bekannt durch Versuche der Verpflanzung von Ektodermzellen, die sich in ein Stück Rückenmark entwickelten, während sie sonst zu einem Stück Bauchhaut geworden wären. Eine Rückverpflanzung bewirkte allerdings dann keine erneute Induktion, da das Gewebe inzwischen determiniert war. Es entwickelte sich dann ein Monstrum. Lorenz weist darauf hin, dass es eine unter Biologen und Psychologen weit verbreitete Auffassung sei, Triebhandlungen bzw. instinktgesteuertes Verhalten als Vorläufer dessen zu betrachten, was wir als erlernt oder verstandesmäßig ansehen.

## Kritik
Sowohl theologisch, philosophiegeschichtlich, soziologisch als auch aus biologischer Sicht hat die Theorie Haeckels Kritik hervorgerufen. Es stehen sich vor allem kreationistische und epigenetische Auffassungen gegenüber. Als Vertreter des Kreationismus sei hier Erich Blechschmidt angesehen. Gegen den Begriff der Entwicklung gab es philosophiegeschichtliche und rein logische Einwände. Der Soziologe Reimer Gronemeyer weist auf die Kritiker Otto Rank und Pierre P. Grassé hin. Deren Kritik richtet sich gegen die marktwirtschaftlichen Grundannahmen zu Lebenszeiten von Charles Darwin (1809–1882) und ihre bedenkenlose Übertragung auf die Biologie. Die natürliche Zuchtwahl sei mit der künstlichen verwechselt worden. In England sei seit 1750 mit der künstlichen Zuchtwahl in der Viehwirtschaft experimentiert worden. Das einseitige Ziel sei die rücksichtslose Ertragssteigerung gewesen. Ein derartiges Motiv könne aber der Natur nicht unterschoben werden. Andererseits wurden Gedanken des Überlebens des Tauglichsten bereits durch Empedokles (ca. 483–424 v. Chr.) geäußert. Es war umstritten, ob die Entwicklung der Artenvielfalt in der Natur auf ein Ziel gerichtet sei. Naturwissenschaft kann keine teleologischen Fragen beantworten. Ontogenese beschreibt demnach, wie verschiedene Entwicklungsstadien auseinander hervorgehen, nicht aber immer zweifelsfrei warum. Gleiches gilt dann auch für die phylogenetische Artenvielfalt. Weitere kritische Einwände richten sich gegen die nachweisbare Existenz von Zwischengliedern der Entwicklung. So könne z. B. Archaeopteryx nicht als Bindeglied zwischen Reptilien und Vögeln gelten, da beide schon zu gleicher Zeit lebten. Ein kritischer Einwand gegen die Selektionslehre bestehe weiter darin, dass Arten mit niedriger organisierten Eigenschaften heute noch überleben, obgleich sie durch den Kampf ums Dasein doch unterlegen sein müssten. Dieser Einwand war allerdings auf ein mangelhaftes Verständnis von Darwins Theorie zurückzuführen, denn Darwin selbst entwickelte bereits die Theorie der adaptiven Radiation, durch die eine dauerhafte Koexistenz unterschiedlich ausgestatteter Lebewesen verständlich wird.